# Campeonato Europeo de Biatlón de 2026
El XXXIII Campeonato Europeo de Biatlón se celebrará en la localidad de Sjusjøen (Noruega) entre el 27 de enero y el 1 de febrero de 2026 bajo la organización de la Unión Internacional de Biatlón (IBU) y la Federación Noruega de Biatlón.